# Nedjma Chaouche
Nedjma Marcelle Chaouche, född 24 december 1958 i Schweiz, är en svensk journalist. 
Chaouche är född i Schweiz och kom 1973, vid 14 års ålder, ensam till Sverige. Hennes far är algerier och hennes mor schweiziska. Chaouche studerade på Journalisthögskolan 1985-1987 och har även studerat två år vid psykologlinjen vid Stockholms universitet.
Hon var anställd på SVT från 1987 till 2006 och började arbeta på Sveriges Televisions Aktuellt 1993. Hon har även arbetat på Rapport, ABC och Striptease. Chaouche var Sveriges första programledare med invandrarbakgrund på ett svenskt nyhetsprogram. Hon var nyhetsankare på SVT i 20 år innan hon hösten 2006 blev informationsrådgivare på Gullers Grupp där hon arbetade till 2008. Chaouche arbetade under en period på Migrationsverket där hon bland annat ansvarade för samhällskontakter. Hon har även varit kommunikationschef på Rädda Barnen och 2011 tillträdde hon som presschef för Hälso- och sjukvårdsförvaltningen vid Stockholms läns landsting.